# آکووین
آکووین (به انگلیسی: AccuVein) محصولی پزشکی است که برای دیدن سیاهرگهای سطحی پوست در بدن انسان بکار میرود.
این محصول در دو شکل پرتابل یا قابل حمل و نیز ایستاده تولید میشود. در کارگذاری و نصب کاتترهای رگی مشکل اصلی پرسنل پزشکی و پرستاری یافتن مسیر سیاهرگ در زیر پوست است. این دستگاه با تابش نور مادون سرخ بر روی پوست بیمار قابلیت دیدن سیاهرگهای سطحی را فراهم میکند.